# Bundeswahlkreis Mayo
Koordinaten: 35° 31′ S, 138° 2′ O

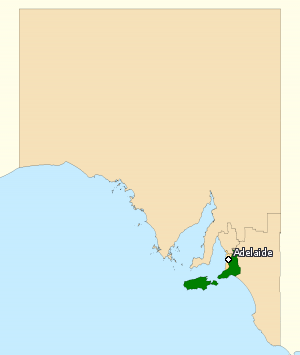
Lage des Wahlkreises im Bundesstaat South Australia.

Der Bundeswahlkreis Mayo ist ein Wahlkreis (englisch electoral division) für die Wahl eines Abgeordneten des australischen Repräsentantenhauses. Er besteht seit 1984 und liegt südlich und östlich der Stadt Adelaide im Bundesstaat South Australia. Der Wahlkreis umfasst die Städte Victor Harbor, Lobethal, Mount Barker, Strathalbyn und Woodside. Auch die Känguru-Insel mit den Ort Kingscote gehört zum Wahlkreis. Er wurde nach der australischen Ärztin Helen Mayo benannt und 1984 angelegt.
Seit 2008 ist Jamie Briggs von der Liberal Party of Australia der amtierende Abgeordnete des Wahlkreises.
Der Wahlkreis beheimatet mit mehr als 5000 Koalas die größte Population und ist Heimat von knapp zehn Prozent der australischen Gesamtpopulation.

## Bisherige Abgeordnete
| Name             | Partei                                  | Amtszeiten |
| ---------------- | --------------------------------------- | ---------- |
| Alexander Downer | Liberal Party of Australia              | 1984–2008  |
| Jamie Briggs     | Liberal Party of Australia              | 2008–2016  |
| Rebekha Sharkie  | Nick Xenophon Team bzw. Centre Alliance | 2016–      |